# Prix Bôcher
Pour les articles homonymes, voir Bocher.

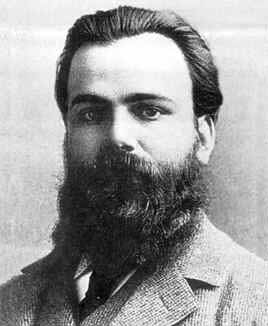
Maxime Bôcher (1867-1918), Mathématicien

Le prix Bôcher (nom officiel : Bôcher Memorial Prize), fondé par l'American Mathematical Society en 1923 en mémoire de Maxime Bôcher, récompense une publication remarquable de recherche en analyse parue dans les six années écoulées. Le lauréat doit avoir publié ce mémoire dans une revue scientifique américaine reconnue ou être membre de cette société. Initialement d'un montant de 1 450 $ et attribué tous les cinq ans, le prix est actuellement de 5 000 $ et décerné tous les trois ans.

## Lauréats
| Année | Nom                                                           | Raison |
| ----- | ------------------------------------------------------------- | --- |
| 1923  | George David Birkhoff                                         | "Dynamical systems with two degrees of freedom" (Transactions of the American Mathematical Society, volume 18 (1917), p. 199-300) |
| 1924  | Eric Temple Bell                                              | "Arithmetical paraphrases" (I, II, Transactions of the American Mathematical Society, volume 22 (1921), p. 1-30, 198-219) |
| 1924  | Solomon Lefschetz                                             | "On certain numerical invariants with applications to Abelian varieties" (Transactions of the American Mathematical Society, volume 22 (1921), p. 407-482) |
| 1928  | James W. Alexander                                            | "Combinatorial analysis situs" (Transactions of the American Mathematical Society, volume 28 (1926), p. 301-329) |
| 1933  | Marston Morse                                                 | "The foundations of a theory of the calculus of variations in the large in m-space" (Transactions of the American Mathematical Society, volume 31 (1929), p. 379-404) |
| 1933  | Norbert Wiener                                                | "Tauberian theorems" (Annals of Mathematics, Series 2, volume 33 (1932), p. 1-100) |
| 1938  | John von Neumann                                              | "Almost periodic functions and groups" (I, II, Transactions of the American Mathematical Society, volume 36 (1934), p. 445-492, and volume 37 (1935), p. 21-50) |
| 1943  | Jesse Douglas                                                 | "Green's function and the problem of Plateau" (American Journal of Mathematics, volume 61 (1939), p. 545-589); "The most general form of the problem of Plateau" (American Journal of Mathematics, volume 61(1939), p. 590-608) et "Solution of the inverse problem of the calculus of variations" (Proceedings of the National Academy of Sciences, volume 25 (1939), p. 631-637)                                                                       |
| 1948  | Albert Schaeffer                                              | "Coefficients of schlicht functions" (I, II, III, IV, Duke Mathematical Journal, volume 10 (1943), p. 611-635, volume 12 (1945), p. 107-125) et (Proceedings of the National Academy of Sciences, volume 32 (1946), p. 111-116, volume 35 (1949), p. 143-150) |
| 1948  | et Donald Spencer                                             | "Coefficients of schlicht functions" (I, II, III, IV, Duke Mathematical Journal, volume 10 (1943), p. 611-635, volume 12 (1945), p. 107-125) et (Proceedings of the National Academy of Sciences, volume 32 (1946), p. 111-116, volume 35 (1949), p. 143-150) |
| 1953  | Norman Levinson                                               | Pour ses contributions à la théorie des EDO et EDP linéaires et non linéaires contenues dans ses articles des années récentes. |
| 1959  | Louis Nirenberg                                               | Pour son travail sur les EDP. |
| 1964  | Paul Cohen                                                    | "On a conjecture of Littlewood and idempotent measures" (American Journal of Mathematics, volume 82 (1960), p. 191-212) |
| 1969  | Isadore Singer                                                | En reconnaissance de son travail sur le problème de l'indice, en particulier sa participation à deux articles avec Michael Francis Atiyah : "The index of elliptic operators" (I, III, Annals of Mathematics, Series 2, volume 87 (1968), p. 484-530 et p. 546-604) |
| 1974  | Donald Ornstein                                               | "Bernoulli shifts with the same entropy are isomorphic" (Advances in Mathematics, volume 4 (1970), p. 337-352) |
| 1979  | Alberto Calderón                                              | En reconnaissance de son travail fondamental sur la théorie des intégrales singulières et des EDP et en particulier pour son article "Cauchy integrals on Lipschitz curves and related operators" (Proceedings of the National Academy of Sciences, USA, volume 74 (1977), p. 1324-1327) |
| 1984  | Luis Caffarelli                                               | Pour son travail profond et fondamental sur les EDP non linéaires, en particulier son travail sur les problèmes de valeurs libres au bord, la théorie vortex et la théorie de la régularité. |
| 1984  | Richard Melrose                                               | Pour avoir résolu plusieurs problèmes ouverts en théorie de la diffraction et de la diffusion et avoir développé les outils analytiques que nécessitait leur résolution. |
| 1989  | Richard Schoen                                                | Pour son travail sur l'application des EDP à la géométrie différentielle, en particulier pour avoir achevé la résolution du problème de Yamabe (en) dans "Conformal deformation of a Riemannian metric to constant scalar curvature" (Journal of Differential Geometry, volume 20 (1984), p. 479-495) |
| 1994  | Leon Simon                                                    | Pour ses contributions profondes à une compréhension de la structure des ensembles singuliers pour les solutions de problèmes variationnels. |
| 1999  | Demetrios Christodoulou                                       | Pour ses contributions à la théorie mathématique de la relativité générale. |
| 1999  | Sergiu Klainerman                                             | Pour ses contributions aux équations hyperboliques non linéaires. |
| 1999  | Thomas Wolff                                                  | Pour son travail en analyse de Fourier. |
| 2002  | Daniel Tataru                                                 | "On global existence and scattering for the wave maps equations" (American Journal of Mathematics 123 (2001) no. 1, p. 37-77) |
| 2002  | Terence Tao                                                   | Pour sa percée fondamentale récente sur le problème de régularité critique dans les espaces de Sobolev des wave maps equations, ainsi que pour "Global regularity of wave maps I. Small critical Sobolev norm in high dimensions" (International Mathematical Research Notices (2001), no. 6, p. 299-328) et "Global regularity of wave maps II. Small energy in two dimensions" (Communications in Mathematical Physics 224 (2001), no. 2, p. 443-554). |
| 2002  | Lin Fanghua                                                   | Pour ses contributions fondamentales à notre compréhension des équations de Ginzburg-Landau avec petit paramètre. |
| 2005  | Frank Merle                                                   | Pour son travail fondamental dans l'analyse des équations dispersives non linéaires. |
| 2008  | Alberto Bressan                                               | Pour ses travaux fondamentaux sur les lois de conservation hyperboliques. |
| 2008  | Charles Fefferman                                             | Pour ses nombreuses contributions fondamentales à divers domaines de l'analyse. |
| 2008  | Carlos Kenig                                                  | Pour ses importantes contributions à l'analyse harmonique, aux EDP, et aux EDP dispersives non linéaires. |
| 2011  | Gunther Uhlmann                                               | Pour son travail fondamental sur les problèmes inverses. |
| 2011  | Assaf Naor                                                    | Pour avoir introduit de nouveaux invariants dans les espaces métriques et avoir appliqué à l'informatique théorique sa nouvelle interprétation de la distorsion entre diverses structures métriques. |
| 2014  | Simon Brendle                                                 | Pour ses solutions exceptionnelles de problèmes longtemps ouverts en géométrie analytique, y compris la solution avec Richard Schoen (Journal of the American Mathematical Society, Vol. 22, 2009) du « théorème des sphères différentiables », et la solution de la conjecture de Lawson (Acta Mathematica, 2013). Brendle est aussi distingué pour ses contributions profondes à l’étude de l'équation de Yamabe.                                      |
| 2017  | András Vasy                                                   | Pour son article "Microlocal analysis of asymptotically hyperbolic and Kerr-de Sitter spaces" (Inventiones Mathematicae, 194 (2013), no. 2, p. 381-513). |
| 2020  | Camillo De Lellis                                             | Pour son point de vue novateur sur la construction de solutions dissipatives continues des équations d'Euler, qui a finalement conduit à la solution d'Issett de la conjecture d'Onsager, et son travail spectaculaire en théorie de la régularité des surfaces minimales, où il a complété et amélioré programme d'Almgren. |
| 2020  | Larry Guth                                                    | Pour son développement profond et influent des méthodes algébriques et topologiques de partitionnement de l'espace euclidien et d'organisation multi-échelle des données, et ses applications puissantes de ces outils en analyse harmonique, géométrie de l'incidence, théorie analytique des nombres, et équations aux dérivées partielles. |
| 2020  | Laure Saint-Raymond                                           | Pour ses contributions transformatrices à la théorie cinétique, à la dynamique des fluides et au sixième problème de Hilbert sur « le développement mathématique des processus limites... qui mènent de la vision atomiste aux lois du mouvement de la continuité ». |
| 2023  | Frank Merle, Pierre Raphaël, Igor Rodnianski, Jérémie Szeftel | Pour leurs travaux novateurs qui ont démontré l'existence de solutions explosives pour l'équation NLS défocalisante (équation de Schrödinger non linéaire) dans certains régimes supercritiques et pour les équations d'Euler et de Navier-Stokes compressibles. |